# Peter Boudgoust

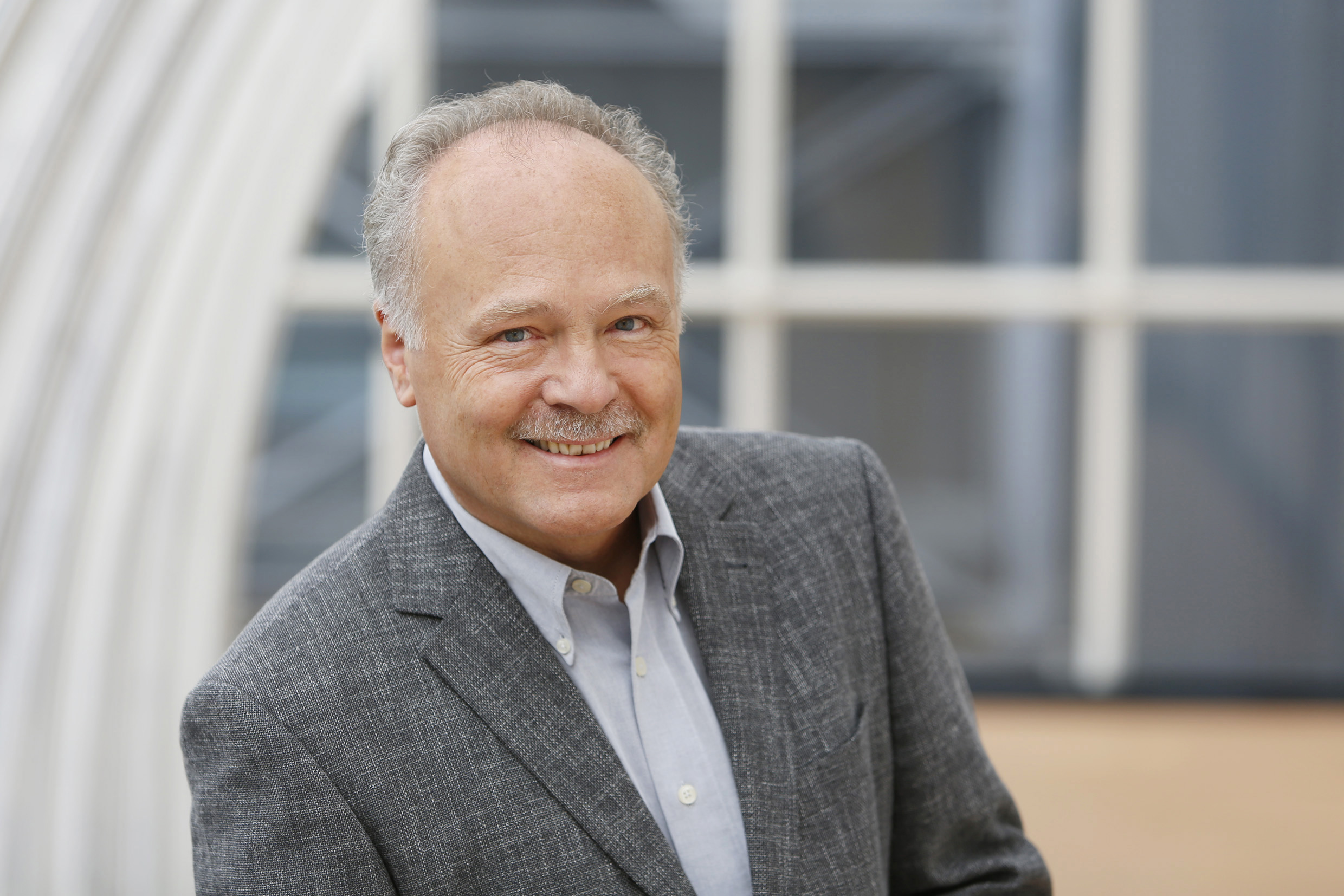
Peter Boudgoust; 2014

Peter Boudgoust (* 16. Dezember 1954 in Mannheim) ist ein deutscher Jurist und ehemaliger Intendant des Südwestrundfunks.

## Leben
Boudgoust wuchs in Ilvesheim bei Mannheim auf, besuchte die Albertus-Magnus-Schule in Viernheim und studierte nach dem Abitur Rechtswissenschaften an den Universitäten Heidelberg und Mannheim. Nach dem Abschluss des zweiten Staatsexamens arbeitete er als Sozialdezernent beim Landratsamt Main-Tauber-Kreis. Anschließend war er Pressesprecher des Regierungspräsidiums Stuttgart. Von 1986 bis März 1995 war Boudgoust im Staatsministerium Baden-Württemberg beschäftigt, zuletzt fungierte er dort als Leiter der Abteilung I, die für Personal, Haushalt, Finanzen, Medien, Informations- und Kommunikationssysteme zuständig ist. 1988 trat er in die CDU ein.
Seit 1995 arbeitete er für den Süddeutschen Rundfunk (SDR) beziehungsweise nach der Fusion von SDR und Südwestfunk für die Nachfolge-Anstalt Südwestrundfunk (SWR). Von 1995 bis 1998 war er Justiziar und Finanzdirektor des SDR, von 1998 bis April 2007 war er Verwaltungsdirektor des SWR sowie Geschäftsführer der SWR Holding GmbH.
Am 1. Dezember 2006 wurde er vom SWR-Rundfunk- und Verwaltungsrat im zweiten Wahlgang mit 62 von 83 abgegebenen Stimmen zum Nachfolger des bisherigen SWR-Intendanten Peter Voß gewählt. Sein Amt trat er am 1. Mai 2007 an. Boudgousts einziger Gegenkandidat im zweiten Wahlgang war Willi Steul, der damals Landessenderdirektor des SWR für Baden-Württemberg war. Der zweite Gegenkandidat, SWR-Fernsehdirektor Bernhard Nellessen, zog seine Kandidatur nach dem ersten Wahlgang zurück, da er nur 15 Stimmen erhalten hatte.
Boudgoust hatte bereits vor seiner Wahl zum Intendanten eine Reihe von Funktionen innerhalb der ARD wahrgenommen. Er hatte in den Jahren 1999 und 2000 den Vorsitz der ARD-Finanzkommission inne und war zeitweise Vorsitzender der ARD/ZDF-Arbeitsgruppe Rundfunkgebühren. Außerdem gehörte er der Strategiegruppe der ARD an, die Empfehlungen für die Intendantenkonferenzen zu Zukunftsthemen wie der Digitalisierung des Rundfunks erarbeitet.
2009 und 2010 war Boudgoust ARD-Vorsitzender; sein Vorgänger in dieser Funktion war Fritz Raff vom Saarländischen Rundfunk (SR), seine Nachfolgerin war vom 1. Januar 2011 bis 31. Dezember 2012 die damalige Intendantin des Westdeutschen Rundfunks (WDR), Monika Piel. Als ARD-Vorsitzender war er auch Mitglied der Finance Group der Europäischen Rundfunkunion (EBU).
Boudgoust setzte sich seit 2011 für ein öffentlich-rechtliches Angebot für die junge Zielgruppe ein. 2016 entstand unter seiner Federführung das Online-Medienangebot funk, das Contentnetzwerk der ARD und des ZDF für Jugendliche und junge Erwachsene zwischen 14 und 29 Jahren. Als Online-Intendant der ARD trieb er die Entwicklung der ARD Audiothek und der ARD Mediathek voran, die seit 2018 die Inhalte aller ARD-Sender auf einer Plattform vereint. Unter Boudgousts Intendanz wurden 2016 gegen öffentlichen Protest die beiden SWR-Orchester SWR-Sinfonieorchester Baden-Baden und Freiburg und Radio-Sinfonieorchester Stuttgart zum SWR Symphonieorchester fusioniert. Weil er die verkrusteten Strukturen der Zwei-Länder-Anstalt SWR aufzubrechen versuchte, wurde er „Sprengmeister“ genannt.
Boudgoust geriet 2016 vor den Landtagswahlen in Rheinland-Pfalz und der Landtagswahl in Baden-Württemberg in die Kritik, als der SWR Vertreter der AfD zunächst nicht zu den Fernseh-Kandidatenrunden zur Wahl eingeladen hatte, weil Ministerpräsident Kretschmann und Ministerpräsidentin Dreyer mit der Absage ihrer Auftritte gedroht hätten, sollten AfD-Vertreter eingeladen werden.
Am 8. Mai 2016 wurde Boudgoust im Amt bestätigt; seine dritte Amtszeit begann am 1. Mai 2017 und sollte 2022 enden. Am 7. Dezember 2018 kündigte er in Mainz vor dem Rundfunkrat des SWR an, er werde sein Amt vorzeitig Mitte 2019 übergeben. Dies begründete er mit seinem in diesem Jahr eintretenden 65. Lebensjahr und der Ansicht, dass es Hybris sei, „bis zum letztmöglichen Tag den Kurs bestimmen zu wollen“. Am 23. Mai 2019 wurde Kai Gniffke vom Gesamtgremium des SWR-Rundfunk- und Verwaltungsrats zum Nachfolger von Peter Boudgoust gewählt und löste ihn am 2. September 2019 als Intendant des Südwestrundfunks ab.
Boudgoust war bis 2020 Präsident des deutsch-französischen Fernsehkanals Arte.
2010 veröffentlichten die ARD-Anstalten erstmals die Gehälter ihrer Intendanten.
Boudgoust gab sein Jahresgehalt mit 273.000 Euro an. 2013 erhielt er 309.000 Euro, 2016 waren es 338.000 Euro.
Boudgoust ist verheiratet, hat einen Sohn und lebt in Kirchheim unter Teck.

## Mitgliedschaften und Aufsichtsratsmandate
- Seit 1988 ist er Mitglied in der CDU[21]
- Er ist Kuratoriums-Mitglied der Akademie für gesprochenes Wort in Stuttgart[22]
- Mitglied im Aufsichtsrat der Bavaria Film GmbH[23]
- Mitglied im Aufsichtsrat der Degeto Film GmbH[23]
- Mitglied im Aufsichtsrat der SportA Sportrechte- und Marketing GmbH[23]
- Stellvertretender Vorsitzender der Gesellschafterversammlung der Telepool GmbH[23]
- Präsident ARTE GEIE, Straßburg (seit Januar 2016)[23]
- Mitglied der Gesellschafterversammlung ARTE DEUTSCHLAND, Baden-Baden (seit Januar 2016)[23]